# Greg Evigan

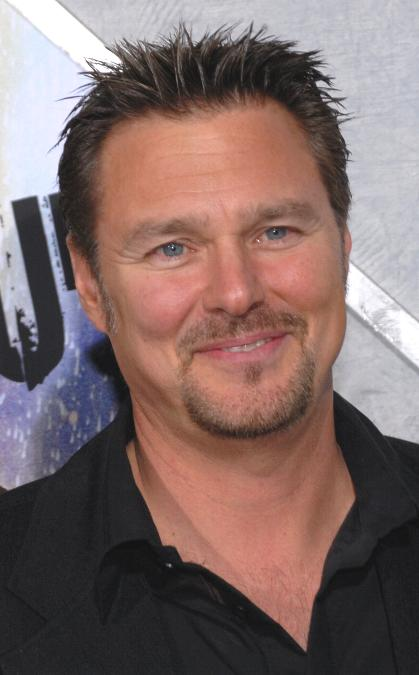
Greg Evigan

Gregory Ralph „Greg“ Evigan (* 14. Oktober 1953 in South Amboy, New Jersey) ist ein US-amerikanischer Schauspieler.

## Leben
Evigan erhielt kurz nach dem Abschluss der High School eine größere Rolle im Musical Jesus Christ Superstar; später trat er auch im Musical Grease auf. Seine erste Filmrolle spielte er im Filmdrama Scorchy aus dem Jahr 1976. In den Jahren 1979 bis 1981 spielte er in der Fernsehserie B.J. and the Bear die Hauptrolle BJ McKay, die ihn bekannt machte.
Im Science-Fiction-Fernsehfilm Tödliche Sonne (1986) spielte Evigan eine der Hauptrollen. Im Thriller Deep Star Six (1989) spielte er die Rolle von McBride, der ein Wesen tötet, das zuvor fast die gesamte Besatzung einer Unterwasserstation getötet hat. Mitte der 1990er Jahre trat er in der Reihe der Fernsehfilme TekWar auf und war auch in der gleichnamigen Fernsehserie zu sehen. In Deutschland bekannt wurde er durch die Serie Ein Vater zu viel neben Paul Reiser.
Evigan ist seit dem Jahr 1979 mit der Schauspielerin Pamela Serpe verheiratet. Er hat mit ihr drei Kinder. Die Töchter Vanessa Lee Evigan und Briana Evigan sind ebenfalls Schauspielerinnen. Sein Sohn Jason Gregory Evigan ist Sänger einer Rockband.

## Filmografie (Auswahl)
- 1976: Scorchy
- 1979: Barnaby Jones (Fernsehserie, 1 Folge)
- 1979–1981: B.J. and the Bear (Fernsehserie)
- 1983–1984: Operation: Maskerade (Masquerade, Fernsehserie, 13 Folgen)
- 1984: Kampf um Yellow Rose (The Yellow Rose, Fernsehserie, 1 Folge)
- 1986: Tödliche Sonne (Northstar)
- 1987: Stripped to Kill
- 1987–1990: Ein Vater zuviel (My Two Dads, Fernsehserie)
- 1989: Deep Star Six
- 1991–1992: Trauzeuge F.B.I.
- 1992: Columbo: Ein Spatz in der Hand (A Bird in the Hand…, Fernsehreihe)
- 1994: TekWar: Kampf um die verlorene Vergangenheit (TekWar)
- 1994: TekWar – Die Fürsten des Todes (TekWar: TekLords)
- 1994: TekWar: Excalibur – Schwert der Macht (TekWar: TekLab)
- 1994: TekWar – Recht und Gesetz im Cyberspace (TekWar: TekJustice)
- 1994–1996: Tek War – Krieger der Zukunft (TekWar, Fernsehserie)
- 1996–1997: Melrose Place (Fernsehserie)
- 1997: Eine himmlische Familie (7th Heaven, Fernsehserie, Folge 1x18)
- 1997: L.A. Affairs (Pacific Palisades, Fernsehserie)
- 1999: Survivor – Das Grauen aus dem ewigen Eis
- 1999: Ein Hauch von Himmel (Folge 6x9)
- 2001: Sweet Revenge
- 2003: Arizona Summer
- 2005: Schwert des Schicksals – Attilas blutiges Vermächtnis (Cerberus, Fernsehfilm)
- 2005: Hoboken Hollow
- 2005: Found
- 2007: Desperate Housewives (Fernsehserie, 1 Folge)
- 2008: 100 Million BC
- 2008: Die Reise zum Mittelpunkt der Erde 2 (Journey to the Center of the Earth)
- 2009: Phantom Racer
- 2010: 6 Guns
- 2011: Eine tierische Bescherung (My Dog’s Christmas Miracle)
- 2011: Metal Tornado (Fernsehfilm)
- 2015: Once Upon a Holiday (Fernsehfilm)
- 2016: Terror Birds